# Arthur Nordén
Gustaf Arthur Nordén, född 22 december 1891 i Norrköping, död 3 oktober 1965 i Stockholm, svensk arkeolog, journalist, filolog, teaterhistoriker, manusförfattare och lärare. Gift den 20 december 1922 i Stockholm, med Disa Gunhild Ingeborg Janzon (1890-1977).
Efter studentexamen i Norrköping skrevs han in vid Uppsala universitet hösten 1910 och blev fil.kand. 1913, fil.mag. 1923, fil.lic. 1925 och avslutningsvis fil.dr den 31 maj 1926. Däremellan var han lärare på Molkoms folkhögskola 1912, Lunnevads folkhögskola 1913-1915, folkhögskolan Hvilan 1915-1918, två kommunala skolor i Norrköping 1921-1923 och i svenska och tyska vid Vasa realskola i Stockholm 1925-1958. Vid sidan av sin lärargärning arbetade han som journalist och medverkade i bland annat Norrköpings Tidningar och Stockholms Tidningen.

## Manusförfattare och teaterhistoriker
Journalistiskt intresserade sig Nordén på 1910-talet för film och teater. Han skrev recensioner och en artikelserie om filmens utveckling i världen. För detta belönades han med ett stipendium: sommaren 1919 fick Nordén följa en svensk-norsk inspelning av Synnöve Solbakken. Under inspelningen på Nordkalotten kom han i kontakt med regissören Mauritz Stiller, som också var där på besök. Nordén erbjöds ett treårsavtal med det nybildade Svensk Filmindustri. Han kom att bli manusförfattare och sekreterare åt Stiller, som hade nya filmidéer på gång och medverkade i början av 1920-talet i skapandet av två filmproduktioner, Erotikon och Johan. I den första filmen medverkade han för övrigt som statist, där han vid en laboratoriescen var en av assistenterna.
Av olika orsaker kom Nordén och Stiller att gå skilda vägar, men så sent som sommaren 1925 hade Stiller velat att Nordén skulle följa med till USA för filmproduktion, men denne och framför allt Nordéns fästmö, tackade nej. Nordén sägs även vara den som har gett Greta Gustafsson sitt artistnamn Garbo, vid en tilltänkt filmproduktion med Stiller där hon skulle ha fått huvudrollen. Garbo är en förvrängning av namnet på Gustav II Adolfs svåger Gábor Bethlen, och vilken Nordén ofta talat om i sin historieundervisning på folkhögskolan Hvilan 1915-1918, innan han blev manusförfattare åt Stiller.
Även fortsättningsvis kom Nordén att intressera sig för film och teater, skrev recensioner och startade en filmklubb för personal, elever och föräldrar vid Vasa realskola, där han visade kvalitetsfilm och höll föredrag om dessa. I sin senare skriftliga produktion kom Nordén att åter ta upp sin teaterhistoriska forskning, vilket han hade varit sysselsatt med i sin ungdom, inriktade sig framförallt på Norrköpings teatrars historia åren 1700-1850, vilket resulterade i Norrköpings äldre teatrar 1. 1700-talets teatrar. (1955) och Norrköpings äldre teatrar 2. Saltängsteatern 1798-1850. (1957).

## Arkeolog och historiker

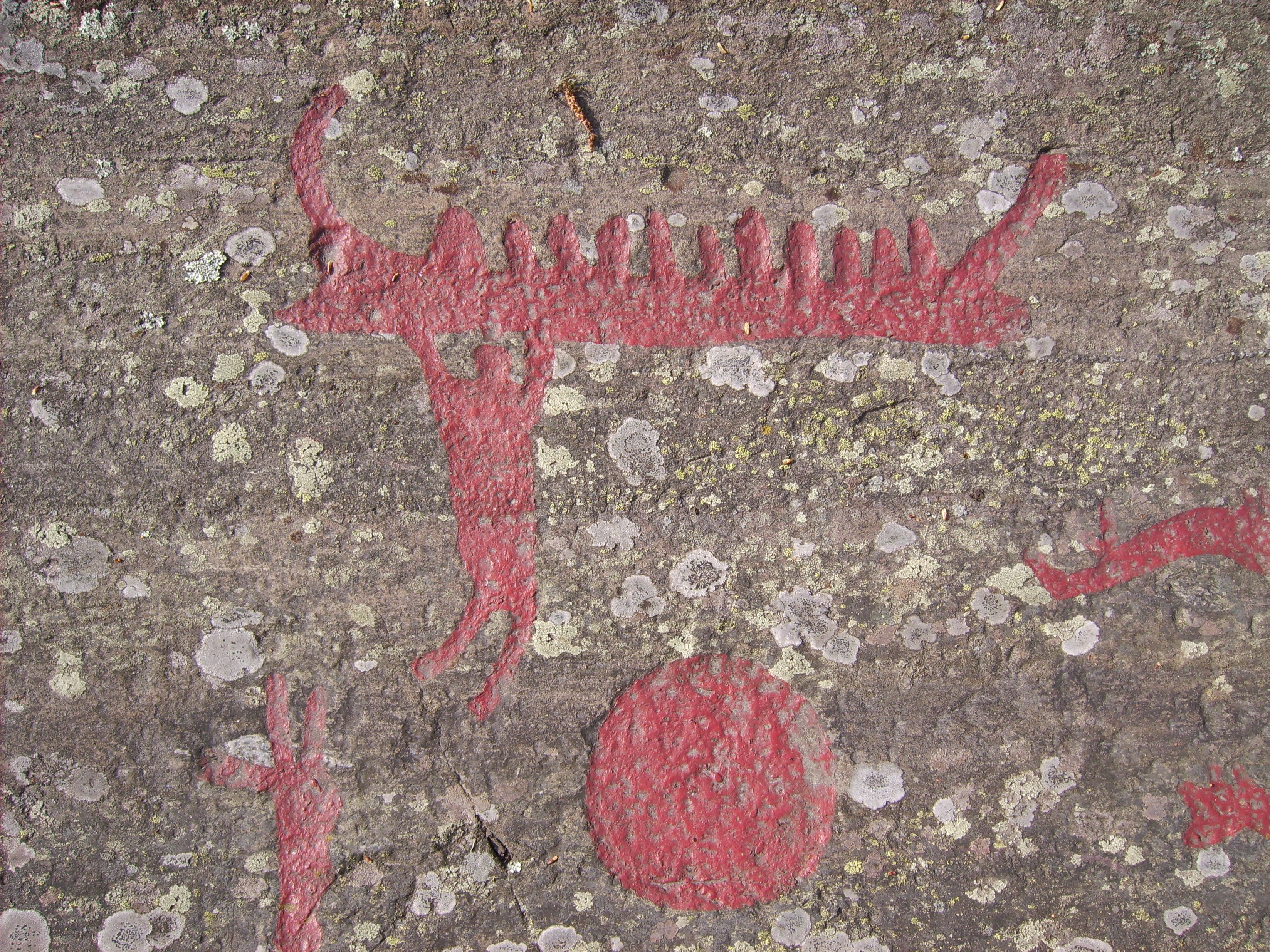
Hällristningar vid Himmelstalund

Arthur Nordén är, med sina många utgrävningar och sin stora skriftliga produktivitet, en portalfigur inom östgötaarkeologin. Intresset för ämnet grundlade han som ung skolelev 1903 då han var hantlangare vid Oscar Almgrens utgrävningar i Borgs socken. En av deltagarna var prins Gustav Adolf. Prinsen genomgick en kur på Kneippbadens kuranstalt och studerade fornlämningar i trakten. Prinsen upptäckte en del nya ristningar och publicerade sina resultat i Meddelanden från Östergötlands och Linköpings stads museum 1904.
Nordén kom med stor entusiasm att fortsätta detta arbete med Norrköpings hällristningar i drygt två decennier. Genom enträgna forskningar i fält upptäckte han själv mellan 3000 och 4000 hällristningar, mestadels i hemstadens närhet men även i övriga Östergötland. Det resulterade i en bok på tyska. Nordén disputerade 18 maj 1926 på avhandlingen Östergötlands bronsålder. För docentur och en akademisk karriär krävdes betyget "Med beröm godkänd", vilket han fick, men i betygsprotokollet tillfogades orden "med tvekan". Därmed var den akademiska banan stängd.
Nordén var även intresserad av såväl järnåldersforskning som Norrköpings medeltid, i det senare fallet främst skriftliga urkunder.
Vid sidan av försök att lokalisera platsen för Bråvalla slag, vilket han tillsammans med Birger Nerman hävdade hade ägt rum på slätten nedanför Kolmårdsbranten, norr om Norrköping, är det främst tre av Nordéns utgrävningar som är viktiga: de vid Ringstad gård, Bodaviken och vallanläggningen Götavirket i Västra Husby. Nordéns insatser inom järnåldersforskningen färgades av sagohistoriska teorier kring Bråvallaslaget och Helge Hundingsbane. Vad gäller Ringstad hade han faktiskt publicerat grunddragen i det som skulle bli hans slutgiltiga tolkning redan 1917, när han knappt ens hade påbörjat utgrävningarna. Nordéns energiska grävande och noggranna publicering av resultaten är än idag av stort värde för järnåldersforskningen, fastän hans tolkningar uppfattas som fantasterier.

## Filmmanus
- 1921 – Johan
- 1920 – Erotikon